# رودريغو برو
رودريغو برو (بالبرتغالية: Rodrigo Biro‏) هو لاعب كرة قدم برازيلي في مركز الدفاع، ولد في 18 نوفمبر 1986 في أراساتوبا في البرازيل. لعب مع أتلتيكو باراناينسي.

## وصلات خارجية
- رودريغو برو على موقع قاعدة بيانات كرة القدم.إي يو (الإنجليزية)
- رودريغو برو على موقع Soccerway.com (الإنجليزية)
- رودريغو برو على موقع عالم كرة القدم.نت (الإنجليزية)